# William Thomas Cosgrave
William Thomas Cosgrave (5. června 1880 Dublin – 16. listopadu 1965 Dublin) byl irský politik, představitel strany Cumann na nGaedheal (1923-1933) a později Fine Gael (od 1933). Deset let byl premiérem Irska, přesněji Irského svobodného státu (1922-1932), vedl dvě tzv. provizorní vlády a pět tzv. výkonných rad. Vládní zkušenost měl již předtím, v letech 1919 až 1922 byl ministr místní správy, později též ministr financí (1922 až 1923), částečně souběžně s premiérskou funkcí. Po celou dobu existence Cumann na nGaedheal (1923-1933) byl jejím předsedou, v letech 1934 až 1944 byl předsedou strany Fine Gael, s níž Cumann na nGaedheal splynula roku 1933. 23 let byl poslancem dolní komory parlamentu (1921-1944), již předtím byl členem parlamentu britského (1917-1922). Jeho syn Liam Cosgrave se stal rovněž irským premiérem (taoiseachem), byl jím v letech 1973-1977. Jeho politický styl byl popsán jako "ocelová pěst v sametové rukavičce".

## Politická kariéra
Do veřejného života vstoupil roku 1900 článkem v Irish Daily Independent, kde brojil proti tomu, aby dublinská radnice vzdala hold královně Viktorii. Upozornil přitom, že v době nástupu královny na trůn mělo Irsko 9 milionů obyvatel, zatímco nyní má jen 4 miliony, a vyvodil závěr, že královnini ministři vždy usilovali o "vyhlazení irské rasy". Politicky aktivním se stal v roce 1905, kdy se zúčastnil prvního sjezdu Sinn Féin. V letech 1909 až 1922 byl za tuto stranu dublinským radním. V roce 1913 se připojil k Irským dobrovolníkům. Zúčastnil se velikonočního povstání v roce 1916, v němž sloužil pod Éamonnem Ceanntem jako kapitán v South Dublin Union. Po povstání byl odsouzen k smrti, později mu byl trest zmírněn na doživotní vězení. Byl internován v táboře Frongoch ve Walesu. V roce 1919 byl z vězení propuštěn a zahájil úspěšnou politickou kariéru, byl prakticky ihned vzat do vlády.
Patřil k podporovatelům Anglo-irské dohody, kvůli níž nakonec vypukla občanská válka. Během ní držel již moc a byl poměrně nemilosrdný vůči republikánským rebelům. Ačkoli byl dlouhodobě znám jako odpůrce trestu smrti, v říjnu 1922 prosadil zákon o veřejné bezpečnosti, který umožňoval popravu každého, kdo se postaví se zbraní v ruce státní moci. Válečné soudy pak popravily 77 rebelů IRA, včetně některých známých osobností, jako byl spisovatel Erskine Childers (v celé válce za nezávislost proti tomu Britové popravili jen 14 členů IRA). I republikánská strana sporu však byla nesmiřitelná: Cosgravův rodinný dům byl bojovníky proti smlouvě vypálen a jeden z jeho strýců byl zastřelen. Cosgrave tehdy proslul výrokem: „Nebudu váhat vyhladit třeba deset tisíc republikánů. Tři miliony našich lidí jsou víc než těchto deset tisíc.“
Po konci občanské války se Cosgrave soustředil na postupnou demobilizaci armády, normalizaci vztahů s Británií a budování diplomatických vztahů nového státu (v roce 1923 byl například Irský svobodný stát přijat do Společnosti národů a získal též velvyslance ve Spojených státech, ačkoli jeho nezávislost na Británii byla ještě poměrně relativní). V hospodářských otázkách byl Cosgrave velmi konzervativní. Zdanění bylo udržováno na co nejnižší úrovni a rozpočet držen jako vyrovnaný. Hodně bylo podporováno zemědělství, průmysl byl rozvíjen proti tomu jen málo. Přesto bylo irské hospodářství hodnoceno jako úspěšné, avšak jen do velké hospodářské krize, jež vypukla roku 1929, a která Cosgravovo dílo zničila. To vedlo k jeho porážce ve volbách roku 1932, v nichž marně své oponenty, stranu Fianna Fáil vedenou Éamonem de Valerou, líčil jako komunisty. Cosgrave jí musel předat moc, a to na příštích šestnáct let, z nichž dvanáct nové levicové elitě oponoval jako lídr opozice. K návratu k moci nepomohlo ani to, že se tři opoziční strany roku 1933 seskupily do subjektu nazvaného Fine Gael, neboli "Irská rasa" (vedle Cosgravovy strany to byla ještě Strana národního centra a Národní garda). Tento krok měl však velké dopady v budoucnu, strana Fine Gael je jedním ze dvou pilířů irského politického systému dodnes.
Cosgrave z politiky odešel roku 1944, později se i smířil s Valerou, původně přítelem, později zavilým odpůrcem. Když Cosgrave roku 1965 zemřel, vláda Fianna Fáil mu uspořádala státní pohřeb, jehož se zúčastnil i tehdejší prezident Éamon de Valera, potýkání s nímž naplnilo velkou část Cosgraveova politického života. Richard Mulcahy nad jeho hrobem řekl: „Velebím Boha, že nám postavil do čela v těch nebezpečných časech jemného, ale ocelového ducha poctivosti, odvahy a pokorného sebeobětování“. V říjnu 2014 byl jeho hrob zničen vandaly. V březnu 2016 byl poničen znovu.